# Rhynchopsitta terrisi
Il pappagallo frontemarrone (Rhynchopsitta terrisi Moore, 1947) è una specie di pappagallo, appartenente al genere Rhynchopsitta.